# 福清第二中学
福清第二中学，简称福清二中，位于福建省福清市，是福建省一级达标中学。

## 学校历史
- 1891年，美国美以美会差会的女传教士程吕底亚在福清县福华堂创办了明义男子西学和毓贞女子西学。[1]
- 1924年，学校更名“融美初级中学”。
- 1941年，由于抗战，原明义、毓贞两校合并，成立私立卫理联合初级中学，后与私立融美中学、平潭岚华中学共同组建“私立明义毓贞联合初级中学“。
- 1952年，闽侯专区政府接办学校，学校更名为“福清第一初级中学”。
- 1955年，福清第一中学成立，福清第一初级中学因此更名为“福清第二中学”。
- 1969年，受“文化大革命”影响，福清县所有公立中学下放给人民公社管理，1971年，福清二中更名“福清城关公社中学”。
- 1974年，学校复名“福清第三中学”。
- 1996年，福清二中成为福建省三级达标高级中学。
- 2001年，福清二中成为福建省二级达标高级中学。
- 2014年，福清二中成为福建省一级达标高级中学。

## 学校象征

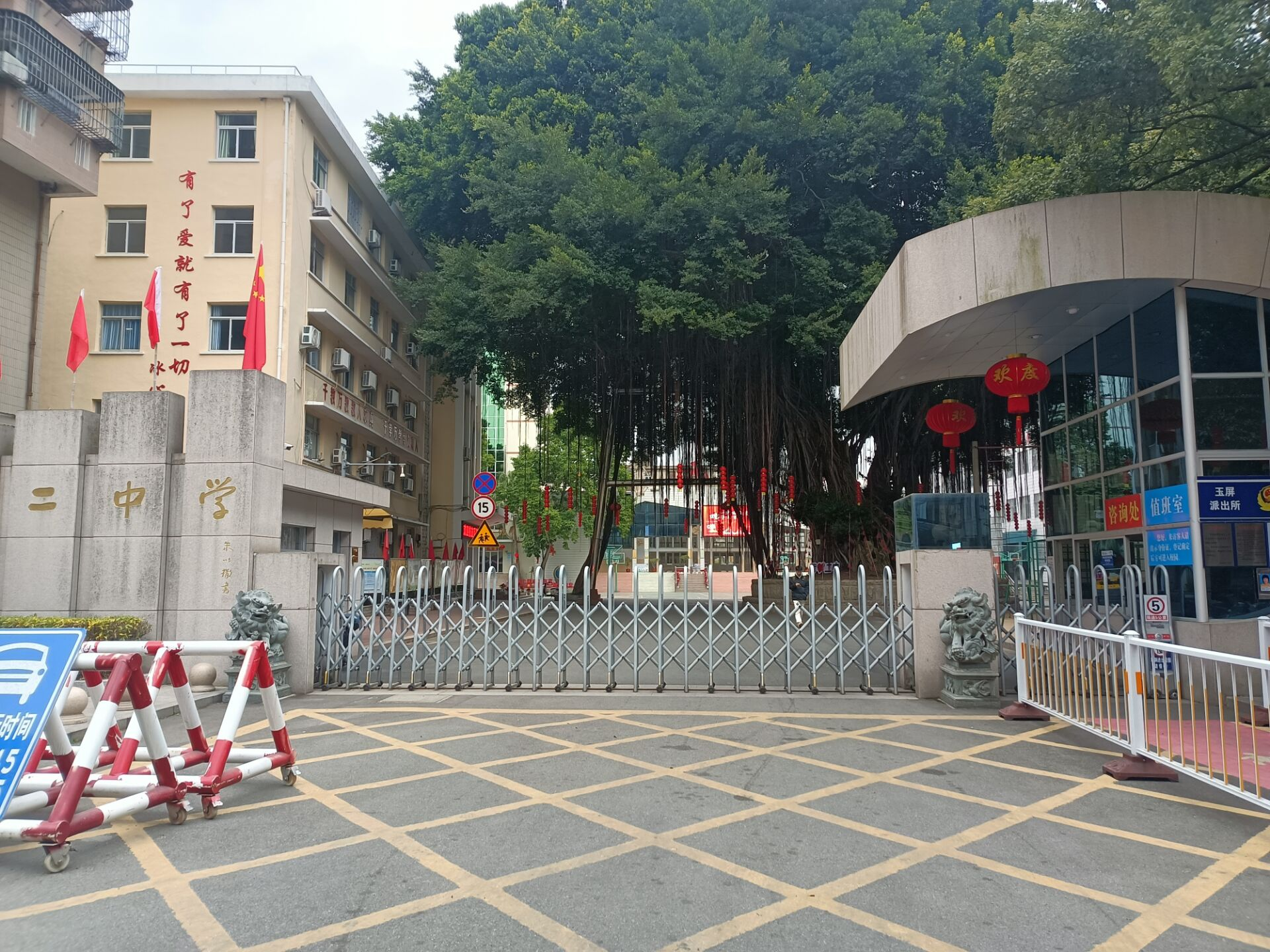
福清二中

### 校训
止于至善。

### 校庆
10月25日。

### 校名
福清二中在公章和法律文件上使用福清第二中学的校名，而在参加省市级科技创新大赛等学科活动时却选择冠名福建省福清第二中学。学校的校名由福建省书法家协会副主席朱以撒题签。

## 校园
学校位于福华堂之对面，校园建筑面积28997平方米。由于城市建设预留地不足，福清二中没有标准的400米田径场，转而借用邻近的福清市人民体育场作为操场。校门口有一棵百年榕树。

## 著名校友
- 侯建国（中国科学技术大学原校长，中国科学院院长）
- 石齐（北京画院教授，世界和平奖获得者）